# Frusen Glädjé
Frusen Glädjé era el nombre de una compañía productora de helado de Estados Unidos. Fue fundada en 1980 por Richard Smith. Aunque este helado era fabricado en Estados Unidos, algunas personas se dejaban llevar por el nombre sueco que se leía en el envase (frusen glädje significa placer congelado en sueco) y compraban el helado dentro de un fenómeno de marketing usual.
Este helado era de hecho, una copia de Häagen-Dazs, que demandó a sus productores sin éxito en 1980 por copiar sus recursos de venta, pues Haagen-Dazs poseía un nombre danés y dibujaba un mapa de Dinamarca en el envase, del mismo modo que los productores de Frusen Glädjé dibujaban un mapa de la península escandinava en el envase.
- Datos: Q5506525